# Hoy es mañana
¿Hoy es mañana? ("Oggi è domani") è il secondo album della cantante messicana Anahí, pubblicato dalla ParaMúsica nel 1996, quando l'artista aveva ancora 13 anni.

## Tracce
1. Descontrolándote (Descontrolándote) – 3:35
2. Por Volverte a Ver (Per vedere di nuovo) – 3:13
3. Soy Como Soy (Io sono come sono) – 3:14
4. Bailar (Danza) – 3:41
5. Mascaras (Maschere) – 3:27
6. Fin de Semana (Fine settimana) – 3:26
7. Historia Entre Amigas (Storia tra amiche) – 3:24
8. Corazón de Bombón (Cuore di cioccolato) – 2:48
9. Telefono Suena (Telefono squilla) – 9:19
10. No Me Comparen (Non mi paragonare) – 3:40
11. Por Volverte a Ver Remix (Per vedere di nuovo) – 5:00